# Elmo Rautio
Elmo Rautio (Oulu, 28 ottobre 1991) è un regista cinematografico e attore finlandese. È uno dei principali produttori di una casa di produzione cinematografica Asemafilmi. Tutti i suoi film sono disponibili su piattaforma web YouTube.

## Filmografia
- Mörkö ("Il babau") (2011)
- Mörkö 2 - Paluu ("Il babau 2 - il ritorno"), cortometraggio (2011)
- Aseman Lasten Joulutarina (A Christmas Miracle, "Un miracolo di Natale"), cortometraggio (2012)
- Jäärouva ("La signora del freddo") (2013)
- Aseman Lasten Halloween (The Night of the Masks, "La notte delle maschere"), cortometraggio (2013)
- Musta kevät ("Primavera nera") (2014)
- Raakavedos ("Taglio grezzo") (2016)
- Järven hirviö ("Il mostro del lago"), cortometraggio (2017)
- Raakavedos 2 ("Taglio grezzo 2") (2017)
- Luurankoluola ("La grotta dello scheletro") (2017)